# Uvala Brbišćica
Uvala Brbišćica este o arie protejată (sit de importanță comunitară — SCI) din Croația întinsă pe o suprafață de 37,9 ha, integral marine.

## Localizare
Centrul sitului Uvala Brbišćica este situat la coordonatele 44°03′25″N 14°59′00″E / 44.056946°N 14.983427°E.

## Înființare
Situl Uvala Brbišćica a fost declarat sit de importanță comunitară în iulie 2013 pentru a proteja un număr necunoscut de specii din flora spontană și fauna sălbatică aflate în arealul zonei.

## Biodiversitate
Situată în ecoregiunea marină mediteraneană, aria protejată conține 3 habitate naturale: Recifuri, Terase mlăștinoase și terase nisipoase neacoperite de apă la reflux, Peșteri marine scufundate complet sau parțial.
La baza desemnării sitului se află un număr nedeclarat de specii protejate.